# Système calendaire des Ballons

Triangle et système calendaire des Ballons : Dans les Vosges, Ballon d'Alsace (Elsässer Belchen sur le croquis), Grand Ballon (Großer Belchen) et Petit Ballon (Kleiner Belchen)

Le système calendaire des Ballons est une théorie de plus en plus étayée de manière empirique et scientifique sur l'existence à l'époque celtique de sites d'observation des mouvements du soleil sur des sommets cultuels pour déterminer les jours d'équinoxe et de solstice dans le calendrier tropique des Celtes autrefois établis dans la zone transfrontalière entre la France, la Suisse et l'Allemagne. Le système comprend cinq sommets portant tous le terme toponymique roman « ballon » ou germanique « Belchen ». À la suite de la découverte récente du disque céleste de Nebra et des recherches effectuées sur les calendriers celtiques continentaux et insulaires, les études se multiplient malgré le manque de sources écrites préjudiciable. Dans ce courant de pensée, le système calendaire des Ballons est associé au système calendaire des Kapf et au système calendaire des Plauen également transfrontaliers autour du tripoint de Bâle-Mulhouse.

## Délimitation géographique du système calendaire
Le centre de ce système calendaire se situe sur le sommet du Ballon d'Alsace (1 247 m) dans le massif des Vosges. De là, sur 73 km de distance, on trace une ligne droite vers le Schwarzwald Belchen (1 414 m) sur lequel se lève le soleil les jours d'équinoxe, marquant le début du printemps et de l'automne. Inversement, quand on se place sur le Schwarzwald Belchen en Forêt-Noire, on remarque logiquement que, les jours d'équinoxe, le soleil se couche derrière le Ballon d'Alsace. En restant sur le Ballon d'Alsace et en observant cette fois le soleil pendant le solstice d'hiver, on remarque que le soleil se lève sur la Belchenflue en Suisse. Pour connaître le jour du solstice d'été, il faut se tenir sur le Ballon d'Alsace et regarder le Petit Ballon (1 272 m) car c'est sur son sommet que se lève le soleil en hiver le 21 décembre[pas clair].
En résumé, le site d'observation du Ballon d'Alsace permet de déterminer le début des 4 saisons astronomiques, mais en plus celui de la fête culturelle Beltaine et les célébrations de la nuit du 1er mai car ce jour-là, le soleil se lève sur le Grand Ballon (1 424 m) dans les Vosges à quelques kilomètres de distance du Ballon d'Alsace. Cela dit, les experts s'accordent pour dire qu'il n'y avait à l'origine chez les Celtes que deux saisons : la saison sombre qui va de Samain à Beltaine et à l'inverse la saison claire. 
Un chercheur a travaillé sur les remparts d'une ancienne cité celtique à Rothenfluh qui selon lui servaient également de mire pour observer le soleil. Il a découvert que le jour de la fête de Samain, le soleil se levait sur le Ballon d'Alsace, passait par une ancienne cité celtique à Bâle (Gasfabrik), par Rothenfluh et se dirigeait vers un ancien oppidum sur le mont Kienberg. 
Géographiquement, l'aire définie par les points d'observation du système calendaire se situe dans la région transfrontalière RegioTriRhena qui réunit les populations du Haut-Rhin en France, des cantons de Bâle en Suisse et de la région badoise autour de Lörrach en Allemagne.

## Genèse de la théorie et interprétation

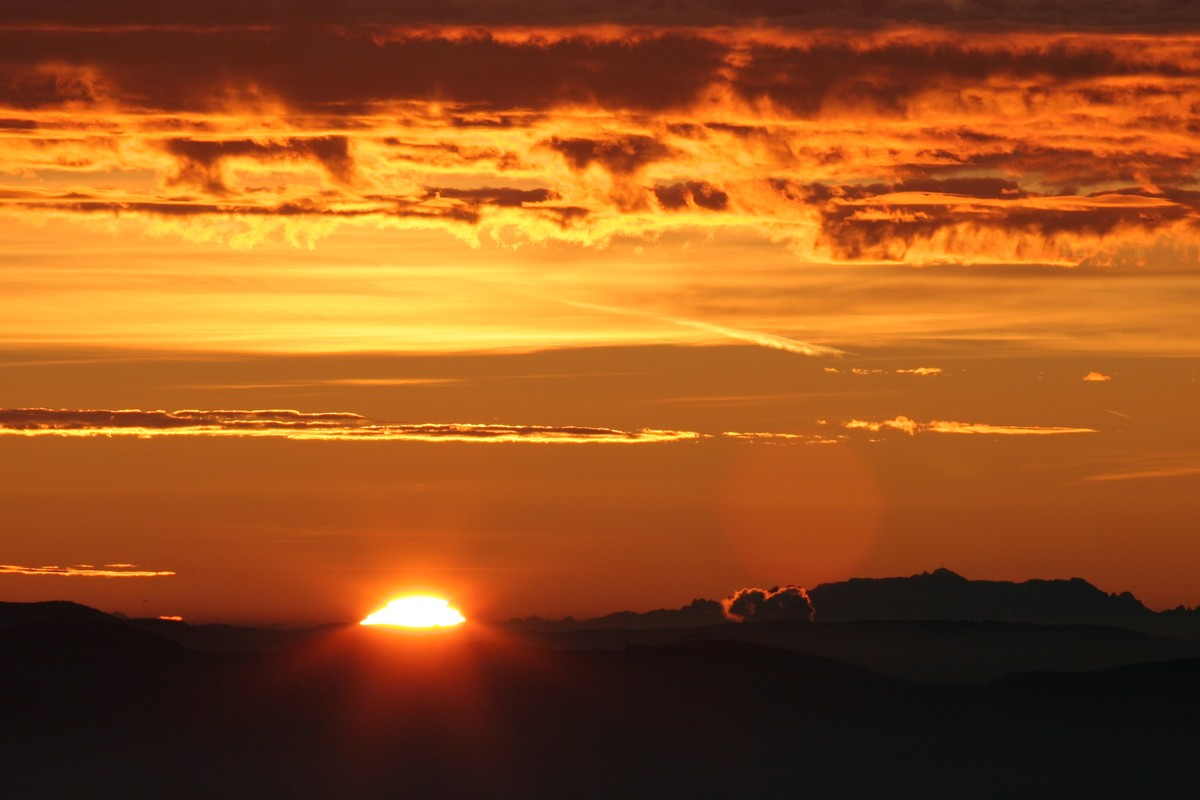
Lever de soleil au Grand Ballon.

Ce sont des historiens régionaux suisses (W. EIchein et A. Bohnert) qui ont établi le lien entre les cinq ballons des massifs entourant la région transfrontalière du Rhin supérieur en se fondant sur la recherche des auteurs de référence comme, entre autres, Julius Pokorny ou Françoise Le Roux qui ont longtemps travaillé sur l'origine étymologique des ballons en mettant en évidence le lien étroit qui unit ces sommets au culte du dieu du soleil gallo-romain Belenos. À partir du milieu des années 1980, ils publient les résultats de leurs travaux dans les revues, les cahiers de société d'histoire et d'archéologie ou la presse régionale ; plus tard, les travaux de l'archéologue cantonal, Rolf d'Aujourd'hui, sont relayés par la presse écrite et télévisuelle. En combinant le système calendaire des Ballons basé sur le calendrier solaire avec le calendrier lunaire du système des Blauen (Hochblauen et Zellerblauen en Allemagne, Schweizer Blauen en Suisse), il pense arriver à démontrer les méthodes de cadastration préhistorique et de calendrier astronomique selon un système géodésique. 
Ces chercheurs suisses sont en fait partis du principe simple que la dénomination « ballon » ne peut pas être le seul fruit du hasard, notamment dans un secteur géographiquement plutôt restreint. Ils reprennent l'idée communément admise que le terme toponymique Belchen est directement associé à Belenos ou Bellicus, dieu du soleil, assimilé à Apollon ou Grannus par les Romains, leur dieu de la lumière et du printemps. Divinité de lumière, du paisible et de l'harmonie, Bélénos est présenté dans la littérature spécialisée dans de nombreux pays européens par son qualificatif « le brillant », basé sur la racine indo-européenne /*bhel/ signifiant « blanc brillant » ou le verbe *bheleg pour dire « briller ». Ainsi, le Belchen serait un *belen suffixé en -akon passé en germanique, un lieu de Bel ou un lieu de lumière brillante. Présenté ainsi, tout converge vers l'idée fédératrice du sommet dédié au culte de Bellicus, coordonnée dans un système calendaire pour déterminer les principales dates du calendrier tropique.
Comme dans le disque de Nebra où on a, dans un premier essai d'interprétation, tourné le disque vers le sommet du Brocken le jour où le soleil se lève sur ce massif du Harz qui, coïncidence ou non, tombe sur le solstice d'été, les différents observateurs des ballons font également le lien avec une autre fonction des sommets dont Belenos est le dieu tutélaire : les cérémonies de Beltaine. Beltaine marque chez les Celtes le début de l'année que l'on fêtait par des célébrations rituelles et populaires afin de fêter le retour des journées plus longues et la renaissance de la nature. Certaines régions de France et d'Europe fêtent encore le cycle de mai comme en Belgique (Meyboom), en Bavière (Maibaum), en Normandie ou en  Lorraine mosellane,
Étant entendu que les Celtes n'ont légué quasiment aucune trace écrite de leur vie cultuelle, il est difficile de fonder ces théories sur des bases historiques ou archéologiques incontestables. Ceci ramène le système calendaire des Ballons au statut de supposition. L'absence de découvertes archéologiques sur chacun de ces sites pose la question du fondement de cette hypothèse, qui s'appuie sur l'idée que des populations de l'âge du Fer auraient utilisé ces sites de hauteur pour suivre les positions du soleil durant l'année. De nombreux sites en altitude sont par ailleurs occupés durant le premier millénaire avant notre ère en dehors des sites des ballons. 
Néanmoins, les différents travaux des dernières années montrent de manière empirique qu'il est possible de vérifier sur le terrain ce que les populations autochtones il y a deux millénaires ont réussi à découvrir par le seul sens de l'observation. De fait, les observations astronomiques étaient déjà courantes dans l'Antiquité ; le disque céleste de Nebra date de l'âge du bronze, le calendrier de Coligny et les calendriers traditionnels irlandais montrent que l'observation des astres à partir de sites géographiquement favorables faisait partie intégrante de la culture celtique.